# Richard Takáč
Richard Takáč (* 10. května 1982 Prievidza) je slovenský politik a podnikatel, místopředseda strany SMER – sociálna demokracia, od října 2023 ministr zemědělství a rozvoje venkova SR ve čtvrté vládě Roberta Fica.

## Život
V letech 1996 až 2000 absolvoval střední odborné učiliště zemědělské. Následně vystudoval inženýrské studium oboru fytotechnika na Fakultě agrobiologie a potravinových zdrojů Slovenské zemědělské univerzity v Nitře.
Během první vlády strany SMER-SD s ĽS-HZDS a SNS v letech 2006 až 2010 stál v čele prievidzské pobočky Slovenského pozemkového fondu, kde pracoval do roku 2011. Později začal podnikat s chovatelskými potřebami. V letech 2012 až 2020 pracoval jako ředitel společnosti Land Trading SK, v letech 2015 až 2020 byl ředitelem společnosti SlovSofa, s.r.o.
V říjnu 2023 se stal ministrem zemědělství a rozvoje venkova ve čtvrté vládě Roberta Fica.